# Javi Martos
Francisco Javier Martos Espigares (Alamedilla, Granada, 4 de enero de 1984), más conocido como Javi Martos, es un exfutbolista español que jugaba de defensa.

## Biografía
Comenzó a jugar al fútbol en las categorías inferiores del F. C. Barcelona donde estuvo 12 temporadas, ganando varias ligas y copas de Cataluña en la cantera y destacando al ser campeón de la Nike Premier Cup (conocido como el mundial de clubes). Jugó dos partidos con el primer equipo azulgrana, uno de Copa del Rey y otro de Liga, contra el Zamora C. F. y Athletic Club respectivamente. Debutó en la primera división con el equipo culé en la última jornada de la temporada 2005-06.
Posteriormente marchó a Bulgaria, para enrolarse en el CSKA Sofia donde disputó la Copa de la UEFA, regresando en la misma temporada a España para jugar en el Girona F. C.
Finalmente en el verano de 2007 recaló en el filial del Málaga C. F., el Málaga C. F. "B". Tras una temporada en el filial andaluz, en 2008 fichó por Iraklis F. C. equipo de Salónica que militaba en la primera división griega. En el equipo heleno disputó 19 jornadas de 30 en su primera temporada, y en su segunda temporada disputó 26 jornadas, donde se consolidó como un jugador importante, con destacadas actuaciones en varios partidos.[cita requerida] Por último, después de finalizar su contrato con el club heleno, fue contratado en el mercado de invierno por el Royal Charlerois S. C. de Bélgica.
En Charleroi estuvo ocho años y medio en los que jugó más de 300 partidos hasta su marcha al término de la temporada 2018-19. Entonces volvió al fútbol español para jugar en el F. C. Andorra. En el equipo del Principado estuvo una campaña antes de recalar en la A. E. Prat, donde puso fin a su carrera en 2023.

## Clubes
| Club                  | País     | Año       |
| --------------------- | -------- | --------- |
| F. C. Barcelona "C"   | España   | 2003-2006 |
| PFC CSKA Sofia        | Bulgaria | 2006      |
| Girona F. C.          | España   | 2007      |
| Málaga C. F. "B"      | España   | 2007-2008 |
| Iraklis F. C.         | Grecia   | 2008-2010 |
| Royal Charleroi S. C. | Bélgica  | 2011-2019 |
| F. C. Andorra         | Andorra  | 2019-2020 |
| A. E. Prat            | España   | 2020-2023 |

## Palmarés

### Títulos nacionales
| Título                     | Club            | País   | Año  |
| -------------------------- | --------------- | ------ | ---- |
| Primera División de España | F. C. Barcelona | España | 2006 |